# 福島県道路公社
福島県道路公社（ふくしまけんどうろこうしゃ）は、福島県を設立団体とする地方道路公社。1971年（昭和46年）設立。

## 管理運営する道路・施設
- E80 あぶくま高原道路（福島空港道路）のうち矢吹中央IC - 玉川IC間（延長6.6 km）
- 福島県道の跨線橋下等での駐車場（6施設）
  - あづま陸橋有料駐車場（福島市太田町/県道福島吾妻裏磐梯線（あづま陸橋））
  - 荒町有料駐車場（福島市荒町）
  - 日吉跨線橋有料駐車場（会津若松市門田町/国道401号（日吉跨線橋））
  - 昭和大橋有料駐車場（白河市南真舟/国道289号（昭和大橋））
  - 新白河有料駐車場（白河市新白河/市道西郷搦目線（西郷高原大橋））
  - 平跨線橋有料駐車場（いわき市掻槌小路/国道399号（平跨線橋））

### 管理運営していた道路・施設
- 常磐湯の岳有料道路（常磐湯の岳パノラマライン） : 1985年（昭和60年）4月1日 無料開放
- 西吾妻有料道路（西吾妻スカイバレー） : 2003年（平成15年）7月1日 無料開放
- 高森熱海有料道路（母成グリーンライン） : 2006年（平成18年）9月1日 無料開放
- 那須甲子有料道路 : 2008年（平成20年）9月1日 無料開放
- 磐梯吾妻道路（磐梯吾妻スカイライン） : 2013年（平成25年）7月25日 無料開放
- 第二磐梯吾妻道路（磐梯吾妻レークライン） : 2013年（平成25年）7月25日 無料開放
- 磐梯山有料道路（磐梯山ゴールドライン） : 2013年（平成25年）7月25日 無料開放